# Guillaume Ballu
Pour les articles homonymes, voir Ballu.
Guillaume Ballu est un homme politique français, né le 27 mai 1885 à Gournay-sur-Marne en Seine-et-Oise (aujourd'hui en Seine-Saint-Denis) où il est mort le 11 mai 1968.

## Biographie
Petit-fils de l'architecte Théodore Ballu, mort cinq jours avant sa naissance, et fils de Roger Ballu, député, il est industriel de profession, il entre en politique en devenant maire de sa ville natale lors d'une élection municipale partielle en 1924. Il est constamment réélu à ce poste, qu'il conserve jusqu'en 1942.
En 1928, il se présente aux élections législatives dans la 3e circonscription de Pontoise. Membre de l'Alliance démocratique, il rejoint le groupe de l'Action démocratique et sociale, qui regroupe les députés de l'aile droite de l'Alliance. Réélu en 1932, il rejoint le groupe animé par les proches d'André Tardieu, le Centre républicain.
Battu en 1936 par un candidat communiste, il se retire à Gournay, dont il reste maire jusqu'en 1942. Le conseil municipal de la ville étant alors dissous, il est nommé président de la délégation spéciale, mandat qu'il conserve jusqu'en 1944. Il ne retrouve pas de mandat parlementaire sous la Quatrième République et s'éteint dans sa commune natale en 1968.

## Sources
- « Guillaume Ballu », dans le Dictionnaire des parlementaires français (1889-1940), sous la direction de Jean Jolly, PUF, 1960 [détail de l’édition]